# Gran Premio Città di Camaiore 2010
Il Gran Premio Città di Camaiore 2010, sessantunesima edizione della corsa e valida come evento dell'UCI Europe Tour 2010 categoria 1.1, si svolse il 7 agosto 2010 su un percorso di 188,1 km. Fu vinto dallo sloveno Kristijan Koren che terminò la gara in 4h30'00", alla media di 41,8 km/h.
Partenza con 84 ciclisti, dei quali 44 portarono a termine il percorso.

## Ordine d'arrivo (Top 10)
| Pos. | Corridore            | Squadra        | Tempo    |
| ---- | -------------------- | -------------- | -------- |
| 1    | Kristijan Koren      | Liquigas-Doimo | 4h30'00" |
| 2    | Giovanni Visconti    | ISD-Neri       | s.t.     |
| 3    | Francesco Ginanni    | Androni Gioc.  | s.t.     |
| 4    | Riccardo Chiarini    | De Rosa        | s.t.     |
| 5    | Paolo Ciavatta       | Acqua & Sap.   | s.t.     |
| 6    | Leonardo Bertagnolli | Androni Gioc.  | s.t.     |
| 7    | Giairo Ermeti        | De Rosa        | a 34"    |
| 8    | Luis Ángel Maté      | Androni Gioc.  | s.t.     |
| 9    | Fabio Terrenzio      | Carmiooro      | s.t.     |
| 10   | Daniele Colli        | Cer. Flaminia  | s.t.     |